# Philorus assamensis
Philorus assamensis är en tvåvingeart som först beskrevs av Tonnoir 1930.  Philorus assamensis ingår i släktet Philorus och familjen Blephariceridae. Inga underarter finns listade i Catalogue of Life.